# Pavel Alekszandrovics Romanov orosz nagyherceg
Pavel Alekszandrovics Romanov (oroszul: Павел Александрович Романов; Carszkoje Szelo, Orosz Birodalom, 1860. október 3. – Petrográd, Oroszországi SZSZSZK, 1919. január 29.) a Holstein–Gottorp–Romanov-házból származó orosz nagyherceg, II. Sándor orosz cár és Hessen–Darmstadti Marija Alekszandrovna cárné legkisebb gyermeke, az Orosz Cári Hadsereg ezredese. Második, Olga Valerianovna Karnovával kötött morganatikus házassága miatt száműzték Oroszországból. Az első világháborúból való visszatérését követően 1919-ben a bolsevikok őt is kivégezték.

## Élete

### Származása és gyermekkora
Pavel Alekszandrovics nagyherceg 1860 őszén látott napvilágot II. Sándor cár és Mária hesseni hercegnő nyolcadik, utolsó gyermekeként, illetve hatodik fiaként. Világra jöttét édesapja úgy ünnepelte meg, hogy egy kazahsztáni várost a Pavlodar névre keresztelt. Születése után édesanyja egészsége súlyosan megrendült, így a cári párnak nem lett több gyermeke.
Legidősebb bátyja, Nyikolaj Alekszandrovics 1865-ben bekövetkezett halála után Pavel Alekszandrovicsot szülei elkényeztették, a cárné például az „én kis Csizmás Kandúrom” becenéven emlegette. A nagyherceg meghitt, bensőséges kapcsolatban állt két fiatalabb testvérével, Marija Alekszandrovnával és Szergej Alekszandroviccsal. Ők hárman zárt közösséget alkottak a családon belül, és még felnőttként is a legjobb barátok voltak.
Édesanyja gyenge egészségi állapota rendszeres európai gyógykúrákat tett szükségessé. A cárné hosszú utazásaira mindig magával vitte kisebb gyermekeit, azaz Pavel Alekszandrovicsot is. A gyógykezelések nemcsak a cárnénak, de fiának is jót tettek, Pavel nagyherceg ugyanis komoly légzési nehézségekkel küzdött.
Pavel Alekszandrovics tanulmányait fivérével, Szergej Alekszandroviccsal együtt kezdte meg. Mindkettejüket katonai pályára szánták, bár mikor Szergej Alekszandrovicsról kiviláglott, hogy az irodalom iránt érdeklődik, szüleik beleegyeztek Szergej ilyen irányú képzésébe. Maga Pavel Alekszandrovics már születésétől kezdve a 79. Kurinszkij Gyalogos Ezred tiszteletbeli tagja volt; később a grodnói huszárokhoz csatlakozott, és idővel ő lett a huszártestőrség parancsnoka tábornoki rangban. A tényleges katonai szolgálat ugyanakkor lehetetlenné vált számára gyenge egészsége okán.

### Első házassága
Pavel nagyherceg egészsége nem bírta a kemény orosz teleket, ilyenformán a nagyherceg a téli hónapokat rendszerint valamelyik mediterrán országban töltötte. Gyakran utazott nagynénjéhez, Olga Konsztantyinovna görög királynéhoz és orosz nagyhercegnőhöz, I. György görög király feleségéhez. Az athéni királyi udvarban ismerte meg távoli unokatestvérét, Alexandra görög királyi hercegnőt. Gyermekkori kapcsolatukból mély szerelem fejlődött ki; házassági terveiket egyikük családja sem ellenezte. Alexandra hercegnő ortodox vallású volt, így nem kellett átkeresztelkednie, csupán felvette az „Alekszandra Georgijevna” nevet. Esküvőjüket 1889. június 17-én tartották Szentpétervárott.

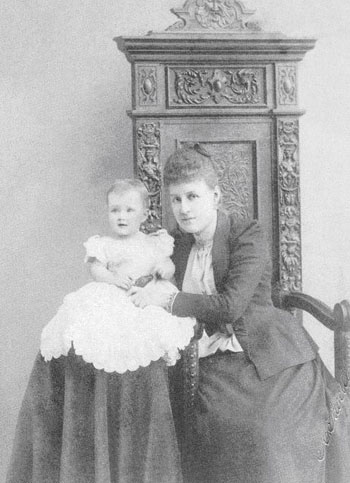
Alexandra görög királyi hercegnő és leánya, Marija Pavlovna nagyhercegnő (1890)

Pavel Alekszandrovics és felesége boldog, harmonikus kapcsolatban éltek szentpétervári palotájukban. A házaspár jó barátságban állt Szergej Alekszandroviccsal és nejével, Erzsébet hesseni hercegnővel. Pavel nagyhercegnek két gyermeke született Alekszandra Georgijevnától:
- „ifjabb” Marija Pavlovna nagyhercegnő (1890–1958), házassága révén svéd királyi és södermanlandi uralkodó hercegné
- Dmitrij Pavlovics nagyherceg (1891–1942), Raszputyin gyilkosa.

Dmitrij Pavlovics 1891. szeptember 18-án, koraszülöttként jött világra egy szerencsétlenség folytán. Édesanyja ugyanis pár nappal azelőtt beleugrott egy csónakba, mely az idő előtti szülés megindulásához vezetett. Dmitrij nagyherceg életét alig tudták megmenteni az orvosok, míg Alekszandra Georgijevna belehalt gyermeke világra hozásába. Pavel Alekszandrovics egészsége súlyosan megrendült, „az őt ápoló orvosok… úgy döntöttek, hogy a nagyhercegnek külföldre kell utaznia, hogy fizikailag megerősödjék, illetve, hogy visszaálljon szellemi és lelki egyensúlya”. Külföldi tartózkodása alatt a nagyherceg gyermekeire Szergej Alekszandrovics és felesége vigyázott.

### Második házassága
Négy évvel Alekszandra nagyhercegné halála után Pavel Alekszandrovics szerelmi kapcsolatba került bátyja szárnysegédjének, a német kisnemes származású Erich von Pistohlkorsnak feleségével. Olga Valerianovna Karnova egy orosz polgár, Valerij Valerianovics Karnov és egy magyar származású nő, Olga Vasziljevna Meszaros leányaként született, majd 1884-ben nőül ment von Pistohlkorshoz, akitől négy gyermeke született. Mikor Olga Valerianovna megismerkedett Pavel Alekszandroviccsal, házassága már tönkrement, és éppen válni készült férjétől. Pavel Alekszandrovics viszonyt kezdett Olga Valerianovnával, és közbenjárt II. Miklós cárnál a válás engedélyezése érdekében. A cár, aki gyanította nagybátyja szándékát, csak azzal a feltétellel egyezett bele a válásba, hogy Pavel nagyherceg a szavát adja arra, hogy nem veszi el Olga Valerianovnát.
1894-ben Olga Karnova elvált von Pistohlkorstól, továbbra is fenntartva kapcsolatát a nagyherceggel. Első gyermekük 1897-ben jött világra. 1902-ben, második gyermekük érkezése előtt Pavel Alekszandrovics magukra hagyta törvényes utódjait, és szeretőjével elmenekült Oroszországból. 1902. október 10-én egy livornói ortodox templomban elvette feleségül Olga Valerianovnát. Mikor ennek híre ment, nagy botrányt kavart a cári udvarban. II. Miklós cár megfosztotta katonai rangjától a nagyherceget, és száműzte Oroszországból. Marija Pavlovna és Dmitrij Pavlovics gyámságát előbb Szergej Alekszandrovicsra és Erzsébet hesseni hercegnőre bízták, majd Szergej nagyherceg 1905-ös halála után maga a cár vállalta el.
Pavel Alekszandrovics és Olga Valerianovna Franciaországban telepedtek le. 1904-ben Luitpold bajor királyi régensherceg a „Hohenfelsen” grófi címet adományozta Olga Valerianovna és törvénytelen gyermekei számára, ugyanakkor ez nem jelentette a házasság elfogadását. Pavel nagyhercegnek három gyermeke származott második nejétől:

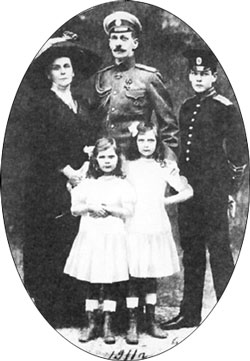
Pavel Alekszandrovics nagyherceg második családja körében (1911)

- Vlagyimir Pavlovics (1897–1918), tehetséges költő, kivégezték a bolsevikok
- Irina Pavlovna (1903–1990), első házassága révén Romanovszkaja hercegné, második házassága révén de Monbrison grófné
- Natalja Pavlovna (1905–1981), híres modell és filmszínésznő, előbb Lucien Lelong, majd John Chapman Wilson felesége.

1914-ben Pavel nagyherceg kibékült orosz rokonaival, és második családjával visszatért Oroszországba, ahol Carszkoje Szelóban telepedtek le. 1915. augusztus 28-án megbocsátásának jeleként II. Miklós cár elismerte Olga Valerianovnát nagybátyja feleségeként, a „Palej” hercegi címet adományozva neki és gyermekeinek. A nagyherceg első feleségétől származó gyermekei ekkora már felnőttek, Marija Pavlovna a svéd királyi családba házasodott be; Dmitrij Pavlovics pedig a cár és családja társaságában élt leginkább.

### A forradalom és halála
Az első világháború kitörésével Pavel nagyherceg visszakerült a Cári Testőrséghez. 1917-ben megpróbálta rávenni az uralkodót az alkotmányos monarchia bevezetésére, de még úgy sem járt sikerrel, hogy jó barátságban állt a férje felett nagy befolyással bíró Alekszandra Fjodorovna cárnéval. Mikor 1917-ben megdöntötték a monarchiát, a nagyherceg már nagyon beteg volt, tüneteit ráknak vagy gümőkórnak tulajdonították.
A bolsevikok hatalomra kerülése után legtöbb családtagját őrizetbe vették és biztonságos helyre szállították, ő azonban már annyira beteg volt, hogy Carszkoje Szelóban maradhatott. 1918. július 18-án egyik unokája keresztelőjén vett részt, melyről Irina leánya így emlékszik meg: „Hosszan beszélt hozzánk, mindarról, hogy mennyivel tartozik anyánknak, mindarról, amit anyánk ajándékozott neki, … és arról, hogy mit is jelentett neki. … Vajon megérezte, hogy nincs már sok hátra az életéből? Meg vagyok győződve róla, hogy így van, és azt gondolom, arra kért minket, hogy viseljük gondját anyánknak, amikor ő már nem lesz mellette”. Ugyanezen a napon Alapajevszk városában több más családtaggal együtt kivégezték Pavel Alekszandrovics második fiát, Vlagyimir Pavlovicsot.
A nagyherceget 1918 júliusának végén tartóztatták le, a fővárosban található Gorohovaja utcai börtönbe került. Itt három hetet töltött, ekkor a Spalernaja utcai fogdába került át, ahol három unokatestvérét, Nyikolaj Mihajlovics, Georgij Mihajlovics és Dmitrij Konsztantyinovics nagyhercegeket tartották fogva. Olga Valerianovna minden követ megmozgatott annak érdekében, hogy férjét kiengedjék, de próbálkozásait nem koronázta siker. 1919. január 28-án Pavel nagyherceget visszavitték a Gorohovaja utcába, unokatestvéreit viszont a Péter-Pál erődbe szállították át. Egy nap múlva Pavel Alekszandrovics is csatlakozott hozzájuk, és a nagyhercegeket 1919. január 29-én hajnalban a Péter-Pál erőd falai alatt kivégezték. Maradványaikat is ott temették el; megtagadva Olga Valerianovna azon kérését, hogy hadd temethesse el tisztességesen férjét.

## Külső hivatkozások
- Életrajza (oroszul)
- Képek, érdekességek Archiválva 2009. március 2-i dátummal a Wayback Machine-ben (angolul)